# Кифер, Николас
Николас Кифер (нем. Nicolas Kiefer, род. 5 июля 1977 года в Хольцминдене, ФРГ) — немецкий теннисист; серебряный призёр Олимпийских игр 2004 в парном разряде (с Райнером Шуттлером); полуфиналист Открытого чемпионата Австралии-2006; победитель девяти турниров ATP (из них шесть в одиночном разряде); бывшая четвёртая ракетка мира в одиночном разряде; двукратный чемпион юношеских турниров Большого шлема в одиночном разряде (Открытый чемпионат Австралии, Открытый чемпионат США-1995.

## Общая информация
Николас Кифер родился в семье немца и француженки в 1977 году. Окончил школу в 1997 году, прежде чем переходить в профессиональный теннис. В 2010 году подруга Николаса Анна родила ему дочь Мабель-Эмильен.
Кифер возглавляет благотворительную организацию Aktion Kindertraum («Осуществление мечты детей»). Целью фонда является осуществление мечтаний тяжело больных детей. Спортивное прозвище — «Киви».

## Игровая карьера
Николас Кифер начал играть в теннис с шести лет. В 1993 году он стал чемпионом Германии среди юношей, а в 1995 году, в последний год юниорской карьеры, — победителем Открытого чемпионата Австралии и Открытого чемпионата США среди юношей, а на Уимблдонском турнире дошёл до финала. Он окончил сезон на втором месте в юношеском рейтинге, уступив только аргентинцу Мариано Сабалете.
Уже в 1995 году Кифер выиграл свой первый турнир класса ATP Challenger, но полноценную профессиноальную карьеру начал только в 1997 году, который окончил уже в ранге первой ракетки Германии, окончив 12-летнюю гегемонию Бориса Беккера. Летом 1997 года он пробился в четвертьфинал на Уимблдонском турнире после победы над шестой ракеткой мира Евгением Кафельниковым. Вскоре после этого он перенёс операцию, разорвав две связки и вернувшись на корт через семь недель, но осенью уже провёл свои первые два финала в турнирах АТР-тура, завоевав титул в Тулузе. Следующий год был отмечен выходом в четвертьфинал Открытого чемпионата Австралии и первой победой в турнире АТР в парном разряде. Также в 1998 году Кифер впервые сыграл за сборную Германии в Кубке Дэвиса.
1999 год стал в карьере Кифера самым удачным. За сезон он пять раз выходил в финал турниров АТР в одиночном разряде, выиграв три из них. Очередной разрыв связок в октябре заставил его прервать выступления до чемпионата мира АТР, в этом году проходившего в Ганновере. Кифер, ставший первым после Беккера немцем, попавшим в этот турнир, дошёл до полуфинала, где проиграл будущему чемпиону Питу Сампрасу и занял по итогам сезона шестое место в рейтинге АТР. В начале следующего года он достиг в рейтинге четвёртой позиции — высшей в карьере. За 2000 год он выиграл ещё два турнира АТР в одиночном разряде.
В дальнейшем успехи Кифера, преследуемого постоянными травмами, пошли на спад, хотя он оставался одним из постоянных игроков немецкой теннисной сборной. В 2004 году паре с Райнером Шуттлером он завоевал серебряные медали Олимпийских игр в Афинах, а через два года выиграл с германской командой командный Кубок мира в Дюссельдорфе, ещё дважды (в 2006 и 2009 годах) сыграв в финале этого турнира. На Открытом чемпионате Австралии 2006 года Кифер, занимавший в рейтинге 25-е место, единственный раз в карьере дошёл до полуфинала, проиграв там первой ракетке мира Роджеру Федереру, и к лету поднялся в рейтинге до 11-го места, но тяжёлая травма левой кисти едва не заставила его досрочно закончить игровую карьеру. В строй он вернулся только через год с лишним, перенеся две операции.
Хотя после 2000 года Кифер не выиграл ни одного турнира АТР в одиночном разряде, он ещё восемь раз играл в финалах (в последний раз в 2008 году на турнире класса Мастерс в Торонто, где занимавший 37-е место в рейтинге немец переиграл последовательно четвёртого и восьмого теннисистов мира), а в парах в 2002 и 2003 годах добавил к списку своих побед ещё две. В Кубке Дэвиса Кифер играл за сборную Германии до 2009 года, проведя в общей сложности 26 встреч (10 побед при 11 поражениях в одиночном и две победы при трёх поражениях в парном разряде). В конце декабря 2010 года он объявил о завершении игровой карьеры, за которую успел заработать больше 7,5 миллионов долларов.

## Рейтинг на конец года
| Год  | Одиночный рейтинг | Парный рейтинг |
| 2010 | 722               | 1029           |
| 2009 | 116               | 147            |
| 2008 | 38                | 237            |
| 2007 | 49                | 238            |
| 2006 | 48                | 1430           |
| 2005 | 22                | 127            |
| 2004 | 21                | 109            |
| 2003 | 58                | 105            |
| 2002 | 72                | 60             |
| 2001 | 42                | 204            |
| 2000 | 20                | 187            |
| 1999 | 6                 | 260            |
| 1998 | 35                | 133            |
| 1997 | 32                | 213            |
| 1996 | 128               |                |
| 1995 | 206               | 438            |
| 1994 | 1198              |                |

По данным официального сайта ATP на последнюю неделю года.

## Выступления на турнирах

### Финалы турнировATPв одиночном разряде (19)

#### Победы (6)
| Легенда                           |
| --------------------------------- |
| Турниры Большого шлема (0)        |
| Олимпиада (0)                     |
| Итоговый турнир ATP (0)           |
| ATP Мастерс (0)                   |
| АТР Gold / АТР 500 (1+1*)         |
| АТР International / АТР 250 (5+2) |

| Титулы по покрытиям | Титулы по месту проведения матчей турнира |
| ------------------- | ----------------------------------------- |
| Хард (5+2*)         | Зал (1+1)                                 |
| Грунт (0)           | Зал (1+1)                                 |
| Трава (1)           | Открытый воздух (5+2)                     |
| Ковёр (0+1)         | Открытый воздух (5+2)                     |

* количество побед в одиночном разряде + количество побед в парном разряде.
| №  | Дата             | Турнир              | Покрытие | Соперник в финале   | Счёт           |
| 1. | 28 сентября 1997 | Тулуза, Франция     | Хард(i)  | Марк Филиппуссис    | 7-5 5-7 6-4    |
| 2. | 18 апреля 1999   | Токио, Япония       | Хард     | Уэйн Феррейра       | 7-6(5) 7-5     |
| 3. | 13 июня 1999     | Халле, Германия     | Трава    | Никлас Култи        | 6-3 6-2        |
| 4. | 19 сентября 1999 | Ташкент, Узбекистан | Хард     | Жорж Бастль         | 6-4 6-2        |
| 5. | 13 февраля 2000  | Дубай, ОАЭ          | Хард     | Хуан Карлос Ферреро | 7-5 4-6 6-3    |
| 6. | 8 октября 2000   | Гонконг             | Хард     | Марк Филиппуссис    | 7-6(4) 2-6 6-2 |

#### Поражения (13)
| №   | Дата            | Турнир                  | Покрытие | Соперник в финале   | Счёт финала            |
| --- | --------------- | ----------------------- | -------- | ------------------- | ---------------------- |
| 1.  | 12 октября 1997 | Сингапур                | Ковер(i) | Магнус Густафссон   | 6-4 3-6 3-6            |
| 2.  | 14 февраля 1999 | Дубай, ОАЭ              | Хард     | Жером Гольмар       | 4-6 2-6                |
| 3.  | 17 октября 1999 | Вена, Австрия           | Хард(i)  | Грег Руседски       | 7-6(5) 6-2 3-6 5-7 4-6 |
| 4.  | 7 октября 2001  | Москва, Россия          | Ковер(i) | Евгений Кафельников | 4-6 5-7                |
| 5.  | 16 июня 2002    | Халле, Германия         | Трава    | Евгений Кафельников | 6-2 4-6 4-6            |
| 6.  | 15 июня 2003    | Халле, Германия (2)     | Трава    | Роджер Федерер      | 1-6 3-6                |
| 7.  | 22 февраля 2004 | Мемфис, США             | Хард(i)  | Йоахим Юханссон     | 6-7(5) 3-6             |
| 8.  | 7 марта 2004    | Скоттсдейл, США         | Хард     | Винсент Спейди      | 5-7 7-6(5) 3-6         |
| 9.  | 18 июля 2004    | Лос-Анджелес, США       | Хард     | Томми Хаас          | 6-7(6) 4-6             |
| 10. | 25 июля 2004    | Индианаполис, США       | Хард     | Энди Роддик         | 2-6 3-6                |
| 11. | 16 октября 2005 | Москва, Россия (2)      | Ковер(i) | Игорь Андреев       | 7-5 6-7(3) 2-6         |
| 12. | 30 октября 2005 | Санкт-Петербург, Россия | Ковер(i) | Томас Юханссон      | 4-6 2-6                |
| 13. | 27 июля 2008    | Торонто, Канада         | Хард     | Рафаэль Надаль      | 3-6 2-6                |

### Финалы Олимпийских турниров в мужском парном разряде (1)

#### Поражения (1)
| №  | Дата | Турнир        | Покрытие | Партнёр        | Соперники в финале              | Счёт                   |
| 1. | 2004 | Афины, Греция | Хард     | Райнер Шуттлер | Фернандо Гонсалес Николас Массу | 2-6 6-4 6-3 6-7(7) 4-6 |

### Финалы турнировATPв парном разряде (4)

#### Победы (3)
| №  | Дата            | Турнир            | Покрытие | Партнёр           | Соперники в финале                | Счёт в финале     |
| -- | --------------- | ----------------- | -------- | ----------------- | --------------------------------- | ----------------- |
| 1. | 25 октября 1998 | Острава, Чехия    | Ковёр(i) | Давид Приносил    | Дэвид Адамс Павел Визнер          | 6-4 6-3           |
| 2. | 28 июля 2002    | Лос-Анджелес, США | Хард     | Себастьян Грожан  | Джастин Гимельстоб Микаэль Льодра | 6-4 6-4           |
| 3. | 5 октября 2003  | Токио, Япония     | Хард     | Джастин Гимелстоб | Марк Мерклейн Скотт Хамфрис       | 6-7(6) 6-3 7-6(4) |

#### Поражение (1)
| №  | Дата            | Турнир    | Покрытие | Партнёр        | Соперники в финале              | Счёт                   |
| 1. | 22 августа 2004 | Олимпиада | Хард     | Райнер Шуттлер | Фернандо Гонсалес Николас Массу | 2-6 6-4 6-3 6-7(7) 4-6 |

### Финалы командных турниров (3)

#### Победа (1)
| №  | Год  | Турнир               | Команда                                           | Соперник в финале                                      | Счёт |
| -- | ---- | -------------------- | ------------------------------------------------- | ------------------------------------------------------ | ---- |
| 1. | 2005 | Командный Кубок мира | Германия · А. Васке, Ф. Майер, Н. Кифер, Т. Хаас, | Аргентина · Г. Гаудио, Г. Каньяс, Г. Кориа, Х. И. Чела | 2-1  |

#### Поражения (2)
| №  | Год  | Турнир               | Команда                                                     | Соперник в финале                              | Счёт |
| -- | ---- | -------------------- | ----------------------------------------------------------- | ---------------------------------------------- | ---- |
| 1. | 2006 | Командный Кубок мира | Германия · А. Васке, М. Кольманн, Н. Кифер, Ф. Кольшрайбер, | Хорватия · М. Анчич, И. Карлович, И. Любичич   | 1-2  |
| 2. | 2009 | Командный Кубок мира | Германия · М. Зверев, Н. Кифер, Ф. Кольшрайбер, Р. Шуттлер  | Сербия · В. Троицки, Я. Типсаревич, Н. Зимонич | 1-2  |